# Візит Володимира Зеленського до Великої Британії (2023)
8 лютого 2023 року президент України Володимир Зеленський відвідав Велику Британію. Під час поїздки Зеленський зустрівся з прем'єр-міністром Великої Британії Ріші Сунаком. Він також звернувся до членів парламенту з Вестмінстерського залу в будівлі парламенту та мав аудієнцію в короля Чарльза III. Це була друга поїздка Зеленського за межі України з початку російського вторгнення в Україну, першою була його поїздка до США у грудні 2022 року.

## Передумови
24 лютого 2022 року Росія розпочала повномасштабне вторгнення в Україну в ході значної ескалації російсько-української війни, яка почалася у 2014 році. Протягом війни ряд держав надавали Україні військову та гуманітарну допомогу, в тому числі Велика Британія — у 2022 році уряд Великої Британії витратив 2,3 млрд фунтів на військову допомогу Україні.

## Візит до Сполученого Королівства

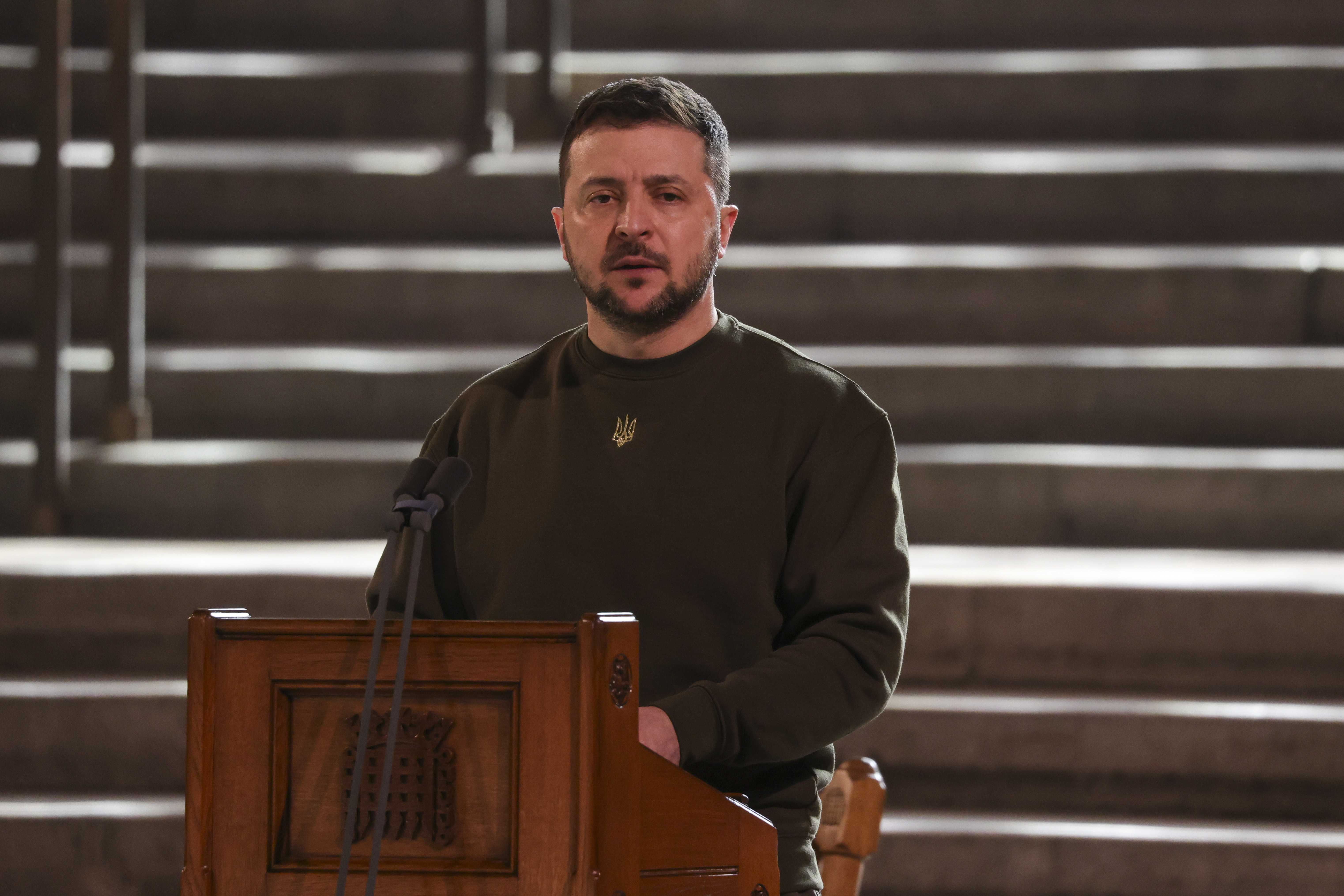
Зеленський звернувся до парламентарів із Вестмінстер-холу в Будинку парламенту

### Зустріч із Ріші Сунаком
Зеленський вилетів з польського аеропорту Жешув-Ясьонка до лондонського аеропорту Станстед на літаку повітряних сил Великої Британії C-17 (серійний номер ZZ178). Біля літака його зустрів прем'єр-міністр Великої Британії Ріші Сунак, який запросив Зеленського до своєї резиденції на Даунінг-стріт, 10.

### Звернення до парламенту
Зеленський звернувся до парламентарів із Вестмінстер-холу в Будинку парламенту, де йому аплодували стоячи.
Президент Володимир Зеленський під час виступу у британському парламенті подарував спікеру Палати громад Ліндсі Гойлу шолом пілота українського винищувача. За словами Зеленського, пілот, якому він належав, є «одним із найуспішніших асів, і він — один із наших королів». На шоломі міститься напис англійською мовою: «Ми маємо свободу, дайте нам крила, щоб захистити її».
Зеленський заявив, що пишається своїми військово-повітряними силами, але зазначив, що їм потрібні літаки для ведення війни.

### Аудієнція у Чарльза III
Зеленський мав аудієнцію в Букінгемському палаці з Чарльзом III.
|                        | Для мене честь – бути першим президентом України за всю історію українсько-британських відносин, якого вшанував своєю аудієнцією британський монарх. Вдячний Його Величності за теплий прийом і підтримку українських громадян, які знайшли прихисток від війни у Великій Британії |
| — Володимир Зеленський | |

### Візит до військових
Зеленський відвідав українських військових, які проходять підготовку в таборі Lulworth у Дорсеті.

## Галерея

Президент Зеленський під час візиту до Великої Британії в 2023 році
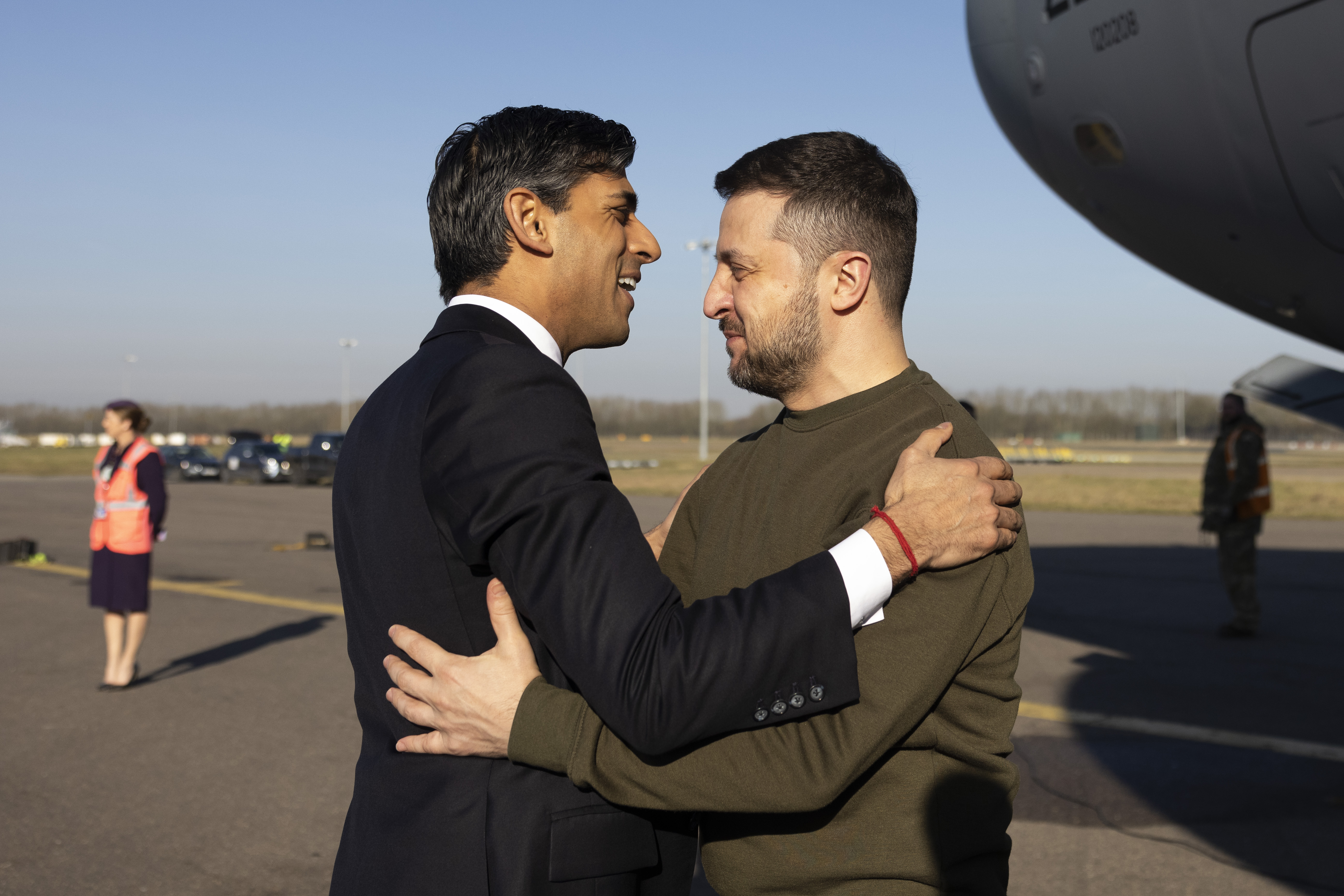
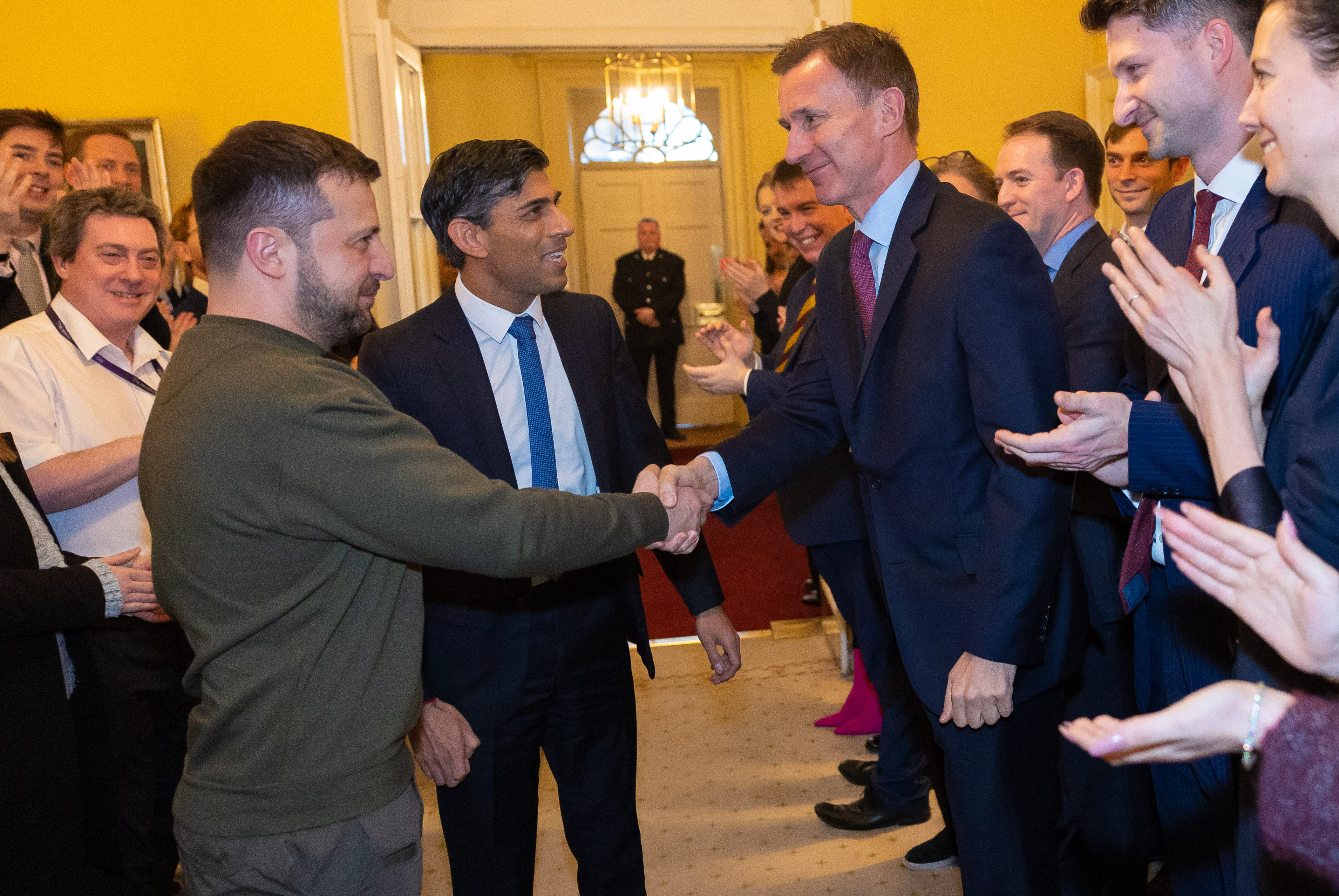
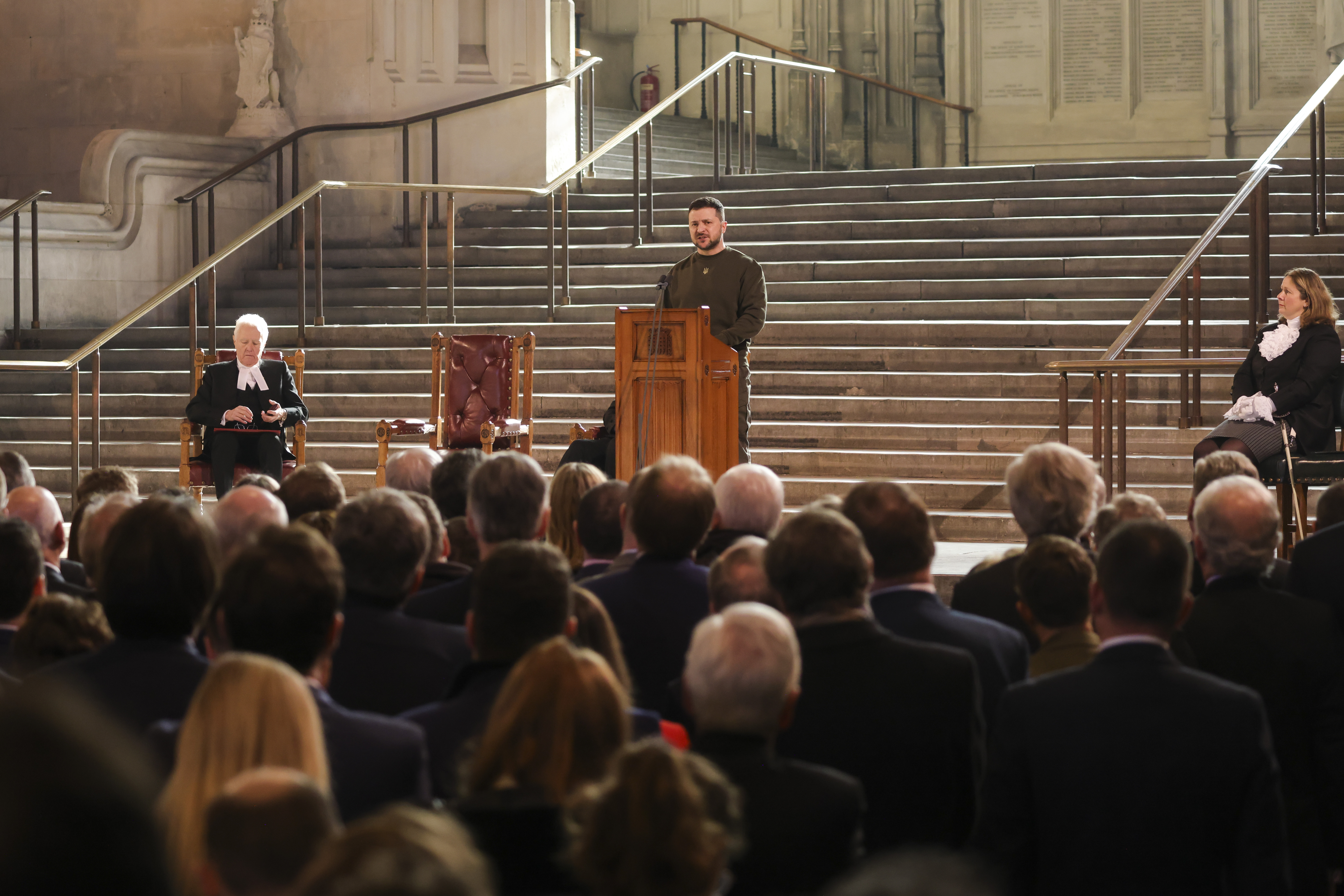
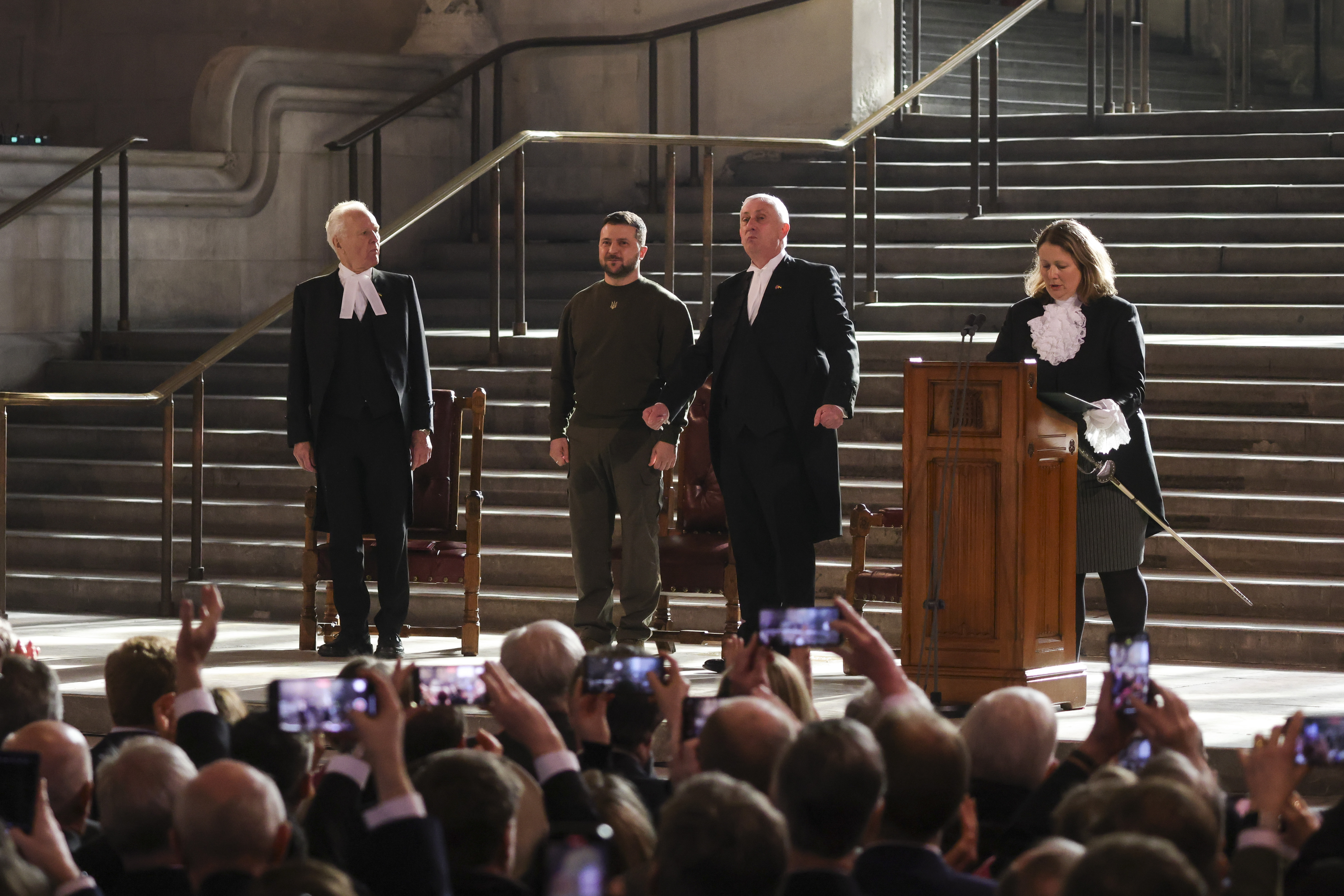
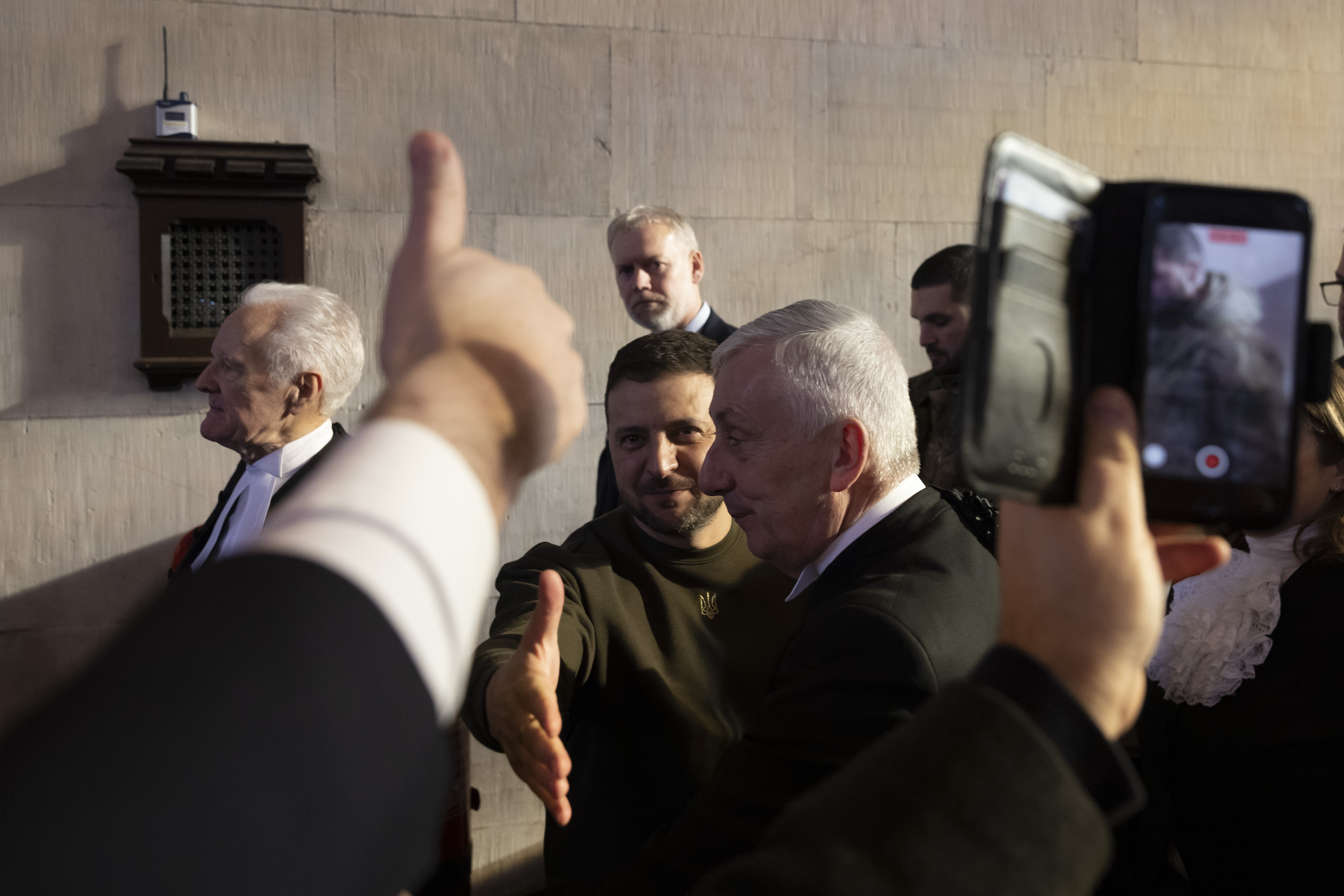
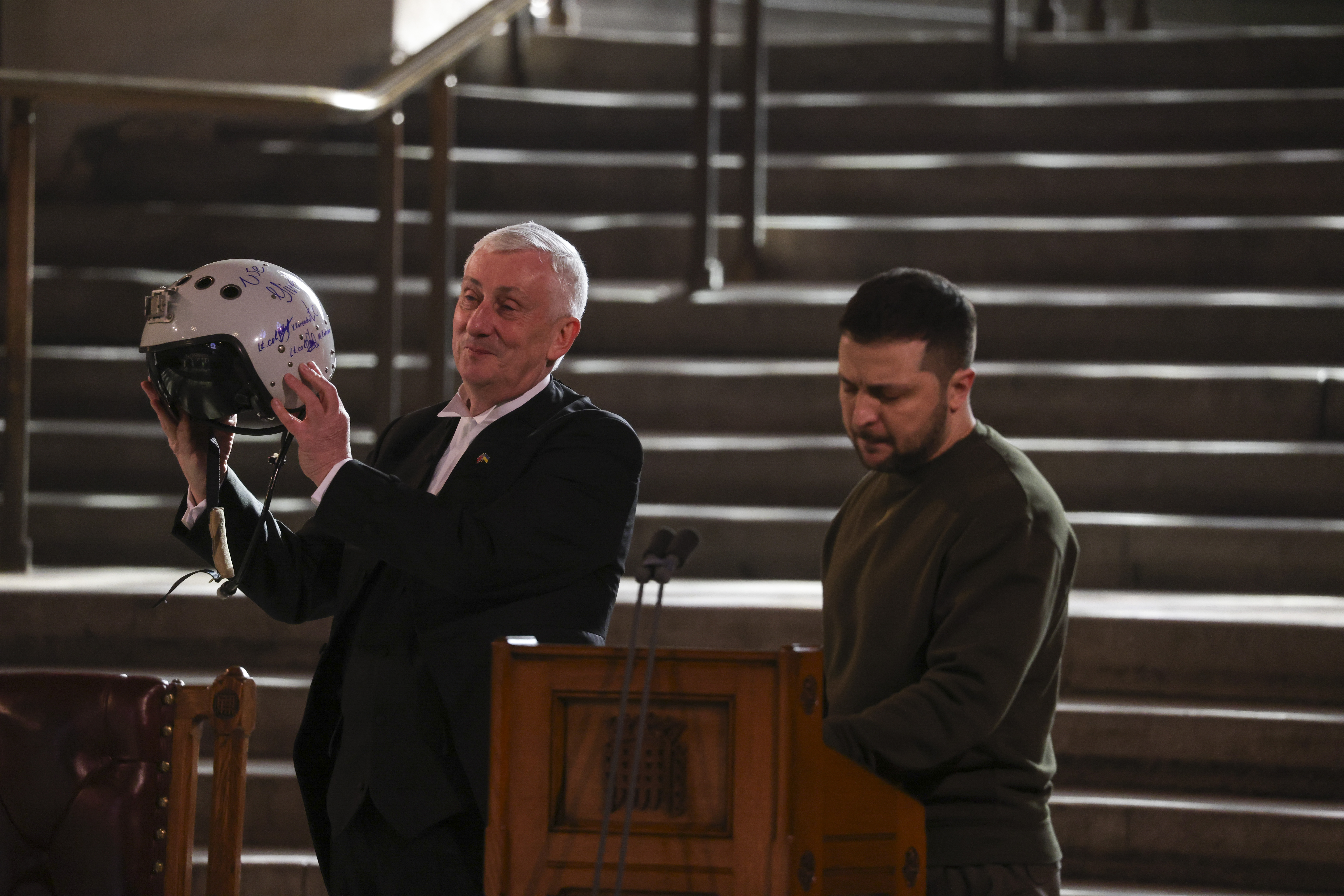
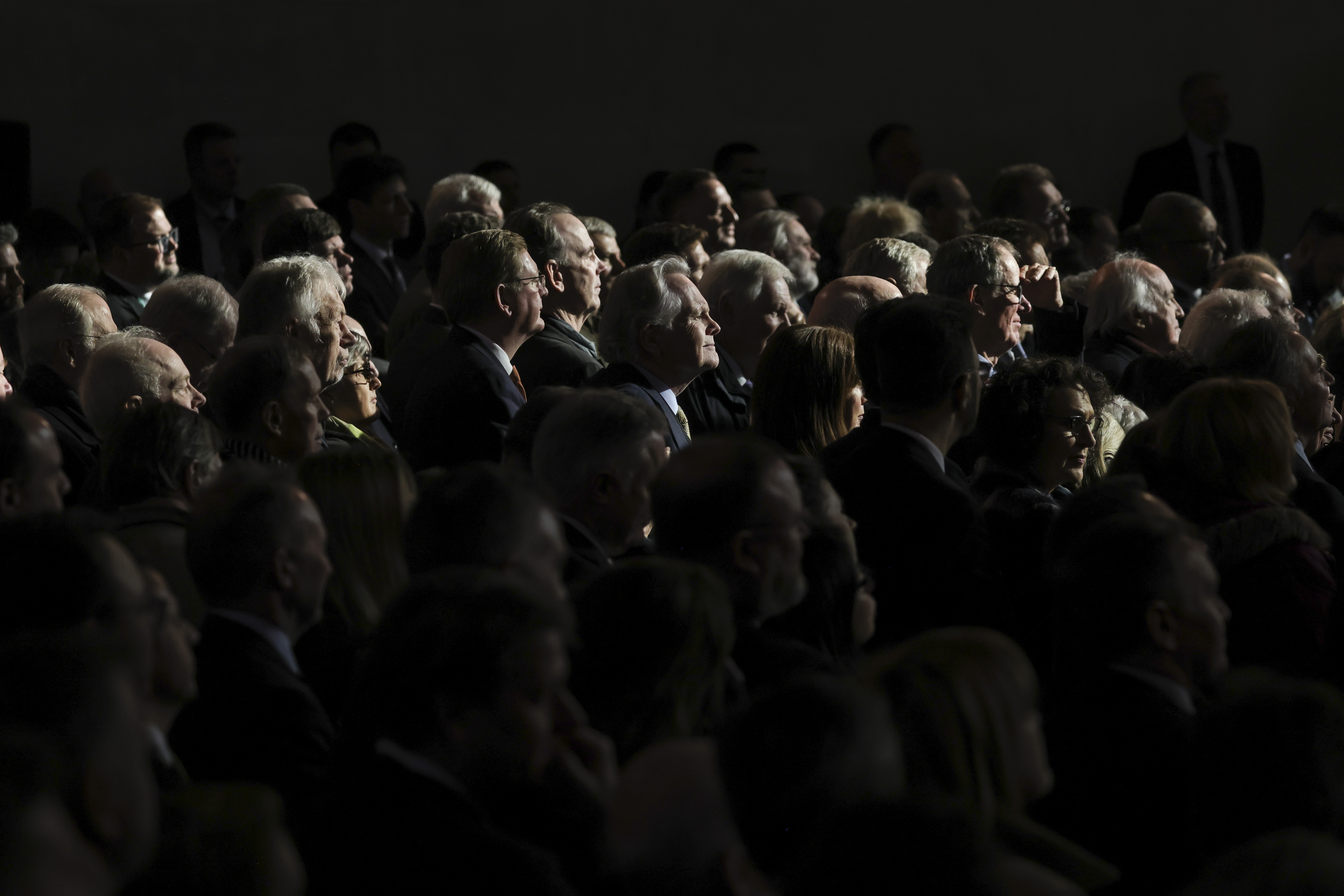
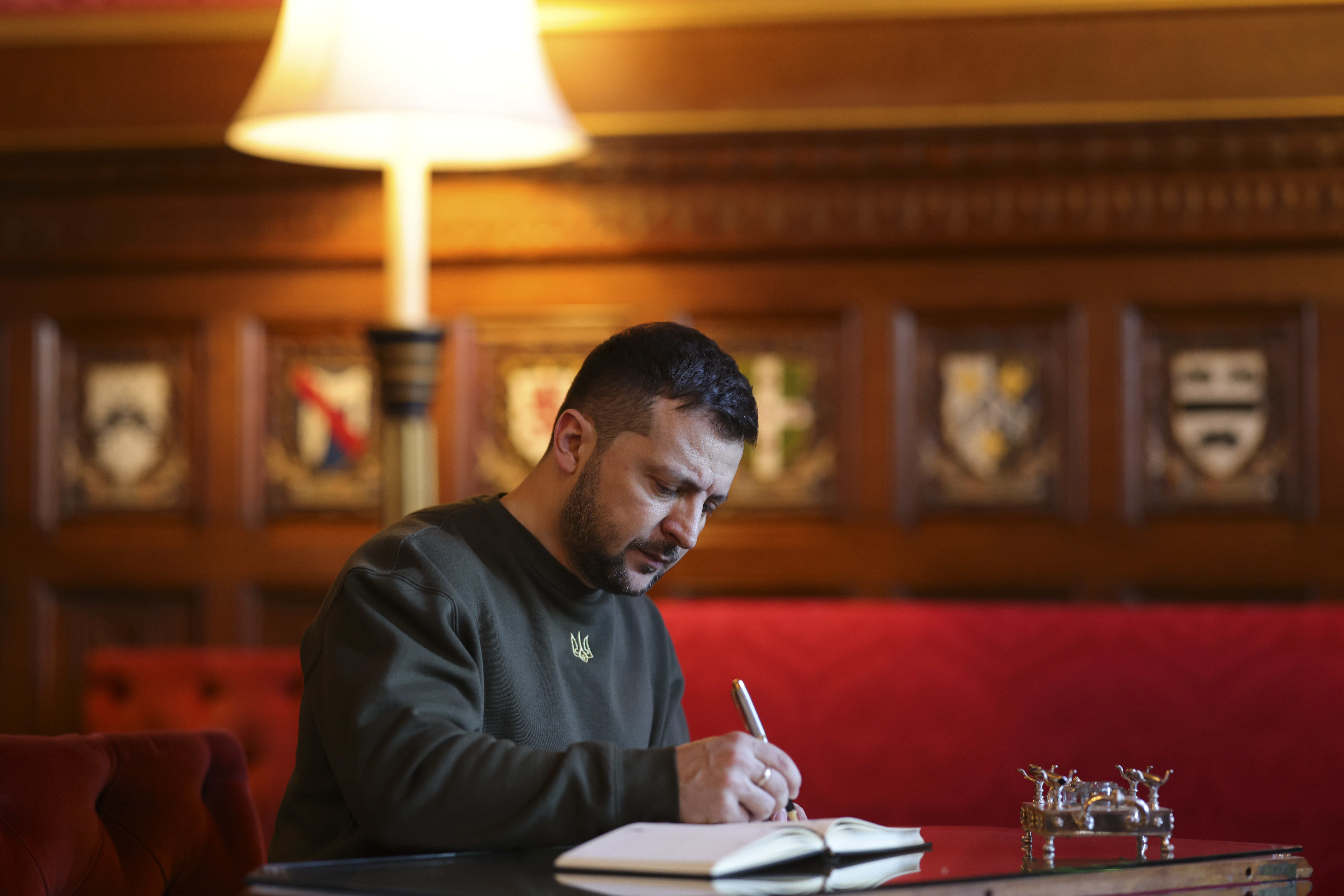